# Davide Frattesi
Davide Frattesi (22. září 1999 Řím, Itálie) je italský fotbalový záložník hrající za Inter i za reprezentaci Itálie.

## Přestupy
- z Řím do Sassuolo za 14 600 000 Euro
- z Sassuolo do Inter za 5 000 000 Euro (hostování)
- z Sassuolo do Inter za 29 000 000 Euro

## Kariéra

### Klubová
Fratessi se narodil v Římě a prošel akademiemi obou největších římských klubů, tedy Lazia i AS Řím. V létě 2017 se přesunul do Sassuola.
Frattesi v klubu debutoval 20. prosince 2017 v osmifinále Coppa Italia proti Atalantě, v 74. minutě ho nahradil Matteo Politano.
V létě 2018 odešel Frattesi na roční hostování do druholigového Ascoli. Frattesi v Ascoli odehrál 33 soutěžních utkání a připsal si na své konto 2 asistence.
V červenci 2019 byl Frattesi na své druhé hostování do Serie B, tentoktáte posílil Empoli FC. Frattesi byl po celou sezonu stabilním členem základní sestavy, odehrál 41 utkání, ve kterých vstřelil 5 branek a zaznamenal i 4 asistence.
V létě 2020 odešel Frattesi na hostování do druholigové Monzy. Frattesi se díky svým výknům dostal do nejlepší jedenáctky sezony Serie B, sezonu zakončil s osmi góly a dvěma asistencemi.
Sezóny 2021/22 a 2022/23 strávil Fratessi v Sassuolu a vypracoval se mezi nejlepší záložníky celé Serie A.
7. července 2023 posílil Frattesi italský Inter Milán v rámci sezónního hostování s povinnou opcí.

### Reprezentační
Fratessi byl poprvé povolán do italské reprezentace v létě 2022, a to na zápas Finalissima 2022 proti Argentině. V italském národním týmu debutoval 4. června v kvalifikačním zápase proti Německu.
V červnu 2023 se gólem a asistencí podílel na vítězství 3:2 nad Nizozemskem v zápase o třetí místo na závěrečném turnaji Ligy národů.

## Statistika

### Klubová
| Sezóna             | Klub               | Liga               | Liga   | Liga | Ligové poháry | Ligové poháry | Ligové poháry | Kontinentální poháry | Kontinentální poháry | Kontinentální poháry | Celkem | Celkem |
| Sezóna             | Klub               | Soutěž             | Zápasy | Góly | Soutěž        | Zápasy        | Góly          | Soutěž               | Zápasy               | Góly                 | Zápasy | Góly   |
| ------------------ | ------------------ | ------------------ | ------ | ---- | ------------- | ------------- | ------------- | -------------------- | -------------------- | -------------------- | ------ | ------ |
| 2017/18            | Sassuolo           | Serie A            | 0      | 0    | IP            | 1             | 0             | -                    | 0                    | 0                    | 1      | 0      |
| 2018/19            | Ascoli             | Serie B            | 32     | 0    | IP            | 0             | 0             | -                    | 0                    | 0                    | 32     | 0      |
| 2019/20            | Empoli             | Serie B            | 37+1   | 5    | IP            | 3             | 0             | -                    | 0                    | 0                    | 41     | 5      |
| 2020/21            | Monza              | Serie B            | 37+2   | 8    | IP            | 2             | 0             | -                    | 0                    | 0                    | 41     | 8      |
| 2021/22            | Sassuolo           | Serie A            | 36     | 4    | IP            | 2             | 0             | -                    | 0                    | 0                    | 38     | 4      |
| 2022/23            | Sassuolo           | Serie A            | 36     | 7    | IP            | 1             | 0             | -                    | 0                    | 0                    | 37     | 7      |
| Celkem za Sassuolo | Celkem za Sassuolo | Celkem za Sassuolo | 72     | 11   | -             | 4             | 0             | -                    | 0                    | 0                    | 76     | 11     |
| 2023/24            | Inter              | Serie A            | 32     | 6    | IP+IS         | 1+2           | 0+1           | LM                   | 7                    | 1                    | 42     | 8      |
| 2024/25            | Inter              | Serie A            | 28     | 5    | IP+IS         | 4+2           | 0             | LM                   | 13                   | 2                    | 47     | 7      |
| Celkem za Inter    | Celkem za Inter    | Celkem za Inter    | 60     | 11   | -             | 9             | 0             | -                    | 20                   | 3                    | 89     | 15     |
| Celkově            | Celkově            | Celkově            | 241    | 35   | -             | 18            | 1             | -                    | 20                   | 3                    | 279    | 39     |

### Reprezentační

#### Statistika na velkých turnajích
| Reprezentace | Rok     | Zápasy             | Zápasy | Zápasy     | Zápasy           | Zápasy           | Zápasy   |
| Reprezentace | Rok     | Fáze turnaje       | Datum  | Soupeř     | Odehraných minut | Vstřelené branky | Výsledek |
| ------------ | ------- | ------------------ | ------ | ---------- | ---------------- | ---------------- | -------- |
| Itálie       | ME 2024 | 1 zápas ve skupině | 15. 6. | Albánie    | 90               | 0                | 2:1      |
| Itálie       | ME 2024 | 2 zápas ve skupině | 20. 6. | Španělsko  | 45               | 0                | 0:1      |
| Itálie       | ME 2024 | 3 zápas ve skupině | 24. 6. | Chorvatsko | 45               | 0                | 1:1      |
| Itálie       | ME 2024 | Osmifinále         | 29. 6. | Švýcarsko  | 4                | 0                | 0:2      |

#### Reprezentační branky
| Gól | Datum        | Stadion                                 | Soupeř              | Skóre | Výsledek | Soutěž                              |
| --- | ------------ | --------------------------------------- | ------------------- | ----- | -------- | ----------------------------------- |
| 010 | 18. 6. 2023  | De Grolsch Veste, Enschede, Nizozemsko  | Nizozemsko          | 0:2   | 2:3      | Liga národů UEFA 2022/2023 – finále |
| 020 | 12. 9. 2023  | Stadio Giuseppe Meazza, Milán, Itálie   | Ukrajina            | 1:0   | 2:1      | Kvalifikace na ME 2024              |
| 030 | 12. 9. 2023  | Stadio Giuseppe Meazza, Milán, Itálie   | Ukrajina            | 2:0   | 2:1      | Kvalifikace na ME 2024              |
| 040 | 14. 10. 2023 | Stadio San Nicola, Bari, Itálie         | Malta               | 4:0   | 4:0      | Kvalifikace na ME 2024              |
| 05  | 9. 6. 2024   | Stadio Carlo Castellani, Empoli, Itálie | Bosna a Hercegovina | 1:0   | 1:0      | Přátelské utkání                    |
| 06  | 6. 9. 2024   | Parc des Princes, Paříž, Francie        | Francie             | 1:2   | 1:3      | Liga národů UEFA 2024/2025 – Liga A |
| 07  | 9. 9. 2024   | Bozsik Stadion, Budapešť, Maďarsko      | Izrael              | 0:1   | 1:2      | Liga národů UEFA 2024/2025 – Liga A |
| 08  | 14. 10. 2024 | Stadio Friuli, Udine, Itálie            | Izrael              | 3:1   | 4:1      | Liga národů UEFA 2024/2025 – Liga A |

## Úspěchy

### Klubové

#### Národní
- vítěz italské ligy (1x)

Inter: 2023/24
- vítěz italského superpoháru (1x)

Inter: 2023

### Reprezentační
- 1× na ME (2024)
- 1× na LN (2022/23 – bronz)
- 1× na ME U21 (2021)